# Chaetostoma marcapatae
Chaetostoma marcapatae es una especie de peces de la familia Loricariidae en el orden de los Siluriformes.

## Morfología
Los machos pueden llegar alcanzar los 10 cm de longitud total.

## Hábitat
Es un pez de agua dulce.

## Distribución geográfica
Se encuentra en la cuenca del río Inambari, dentro de la cuenca del río Madeira Sudamérica: Perú.